# Harry W. Shlaudeman
Harry Walter Shlaudeman (Los Ángeles, 17 de mayo de 1926-San Luis Obispo, 5 de diciembre de 2018) fue un diplomático estadounidense, que se desempeñó como embajador de su país en Venezuela, Perú, Argentina, Brasil y Nicaragua. Entre 1976 y 1977 fue subsecretario de Estado para Asuntos Interamericanos, y entre 1984 y 1986 enviando especial para América Central.

## Biografía

### Primeros años
Nació en Los Ángeles (California), el 17 de mayo de 1926. Durante la Segunda Guerra Mundial, sirvió en el Cuerpo de Marines de los Estados Unidos entre 1944 y 1946. Después de la guerra, asistió a la Universidad de Stanford, recibiendo su título en 1952.

### Carrera diplomática
Se unió al servicio exterior de los Estados Unidos en 1954. Fue enviado a Barranquilla (Colombia) entre 1955 y 1956; a Bogotá de 1956 a 1958; a Sofía (Bulgaria) entre 1959 y 1962; y a Santo Domingo (República Dominicana) de 1962 a 64. En 1964, fue asignado a la oficina de República Dominicana en el Departamento de Estado de los Estados Unidos. En 1965, se convirtió en subdirector de la Oficina de Asuntos del Caribe del Departamento de Estado, y también se desempeñó como asesor de Ellsworth Bunker, embajador de los Estados Unidos ante la Organización de los Estados Americanos. De 1967 a 1969, fue asistente especial del Secretario de Estado de los Estados Unidos, Dean Rusk. En 1969 fue subjefe de misión en Santiago de Chile, y en 1973 se convirtió en subsecretario de Estado Adjunto para Asuntos Interamericanos.
El presidente Gerald Ford, lo nominó como embajador de los Estados Unidos en Venezuela, ocupando cargo desde el 9 de mayo de 1975 hasta el 14 de mayo de 1976. Luego, Ford lo designó subsecretario de Estado para Asuntos Interamericanos, y ocupó esta oficina desde el 22 de julio de 1976 hasta el 14 de marzo de 1977. El presidente Jimmy Carter lo nominó como embajador de los Estados Unidos en Perú, ocupando el cargo desde el 28 de junio de 1977 hasta el 20 de octubre de 1980. Carter luego lo nombró embajador de los Estados Unidos en Argentina, desde el 4 de noviembre de 1980 hasta el 26 de agosto de 1983.
Entre 1983 y 1984 como miembro de la Comisión Nacional Bipartidista sobre América Central. En 1984, el presidente Ronald Reagan lo nombró Enviado Especial del Presidente para América Central. Luego se desempeñó como embajador de los Estados Unidos en Brasil desde el 5 de agosto de 1986 hasta el 14 de mayo de 1989. El presidente George H. W. Bush lo nominó como embajador de los Estados Unidos en Nicaragua y ocupó este cargo desde el 21 de junio de 1990 hasta el 14 de marzo. 1992.
En 1992 recibió la Medalla Presidencial de la Libertad.

### Fallecimiento
Falleció en diciembre de 2018 en San Luis Obispo (California) a los 92 años.